# 切梅里夫齊區

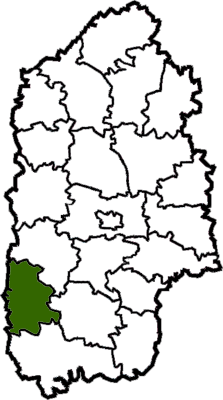

48°58′35″N 26°22′16″E / 48.97639°N 26.37111°E
切梅里夫齊區（烏克蘭語：Чемеровецький район）是位於烏克蘭西部赫梅利尼茨基州的舊區，首府設於切梅里夫齊，並於2020年被撤銷。該區面積930平方公里，2012年人口42,722，人口密度每平方公里45.94人。